# Дійсний статський радник

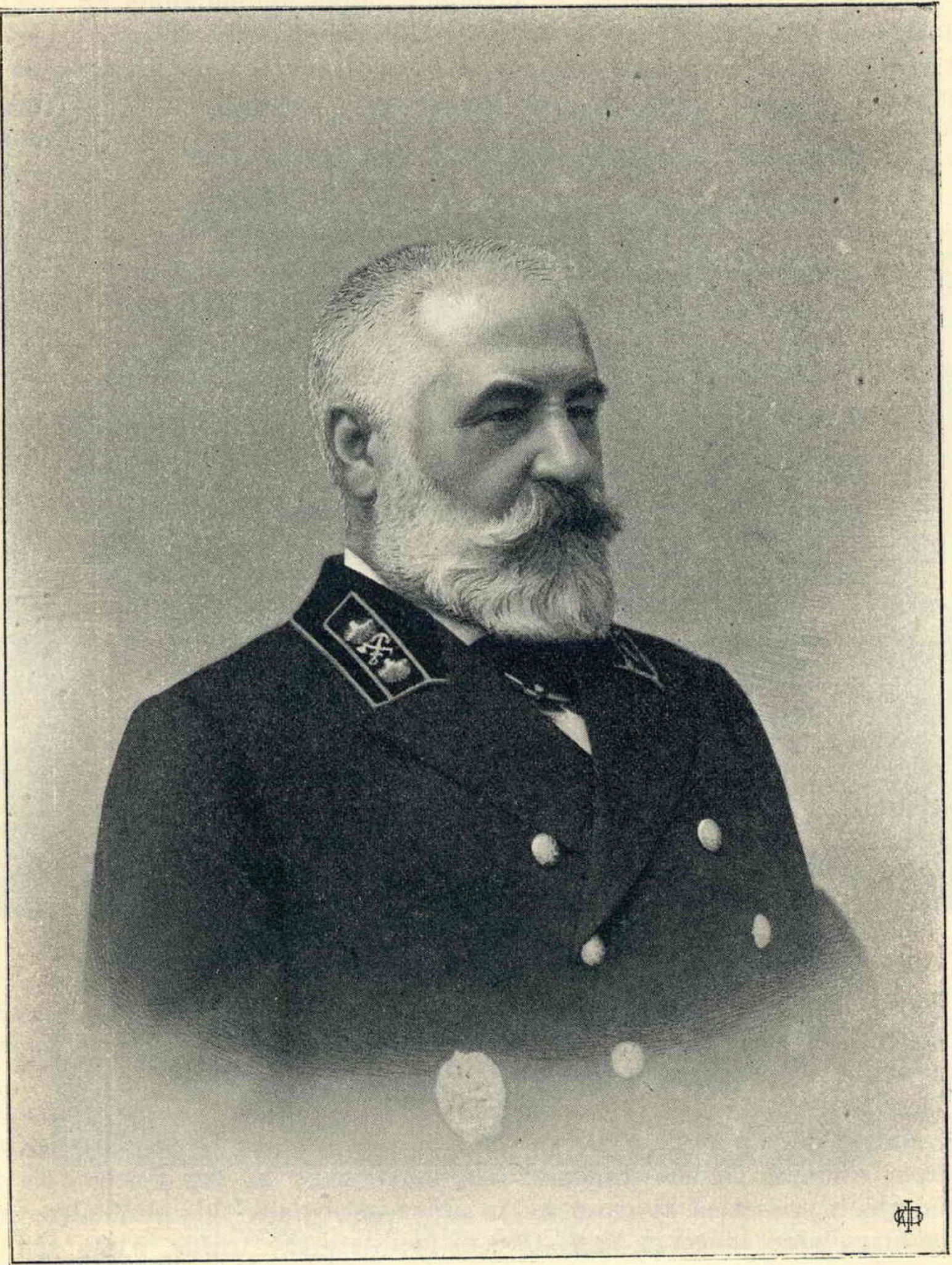
Дійсний статський радник МШС В’яземський О. П., конструктор Уссурійської залізниці.1900 рік. Відзнаки чину на петлицях.

Ді́йсний ста́тський радник (рос. действительный статский советник) — цивільний чин IV класу в табелі про ранги у Російській імперії, надавав привілей спадкового дворянства. Особи, що мали даний чин, зазвичай обіймали високі посади, як то: директор департаменту, губернатор, градоначальник. Титулувався «Ваша вельможність» (рос. "Ваше Превосходительство").

## Чин
Цивільний чин дійсного статського радникам був еквівалентом званню у війську — генерал-майор, на флоті — контр-адмірал, при дворі — камергер.
Чин був вищий за просто статського радника (5-й ранг) і нижчий за таємного радника (3-й ранг).
Для здобуття чину дійсного статського радника було потрібно пробути на службі 10 років від часу отримання попереднього звання.

## Історія
- Чин був започаткований 1724 року.
- Станом на 1903 рік в Російській імперії 3,113 осіб мали цей чин.
- Скасовано чин 23 листопада 1917 декретом Радянської влади про знищення станів і звань.

## Цікавинки
Батько Володимира Ульянова (Лєнін) — Ілля Ульянов також мав чин дійсного статського радника.